# همسر خاموش
همسر خاموش (انگلیسی: The Silent Wife) یک رمان مهیج تعلیق انگیز نوشتهٔ ای اس ای هریسون است که در سال ۲۰۱۳ منتشر شد و در لیست پرفروش‌ترین کتاب‌های سال قرار گرفت.